# Sam po parku
Sam po parku je tretji studijski album glasbene skupine Gu-gu, ki je izšel leta 1988 pri založbi ZKP RTV Ljubljana. Skladbe so bile posnete v Studiu Metro v Ljubljani.

## Seznam skladb
| A stran | A stran                                                          | A stran |
| Št.     | Naslov                                                           | Dolžina |
| ------- | ---------------------------------------------------------------- | ------- |
| 1.      | „Moja Lulu‟ (K. Novak/T. Jurak/K. Novak)                         | 2:55    |
| 2.      | „O ja ja, o ne ne‟ (K. Novak/T. Jurak/K. Novak)                  | 3:13    |
| 3.      | „Honolulu baby‟ (I. Štambuk/T. Jurak/T. Jurak-K. Novak)          | 3:15    |
| 4.      | „Hi de ho‟ (K. Novak-I. Ribič/T. Jurak/K. Novak)                 | 2:55    |
| 5.      | „Sam po parku ... (osamljen)‟ (J. Klemenčič/B. Gjud/G. Forjanič) | 4:30    |

| B stran | B stran                                                | B stran |
| Št.     | Naslov                                                 | Dolžina |
| ------- | ------------------------------------------------------ | ------- |
| 1.      | „Moj mali kakadu‟ (S. Kovačič/K. Novak)                | 2:41    |
| 2.      | „Čau bau‟ (K. Novak/T. Jurak/K. Novak)                 | 2:15    |
| 3.      | „Bimbo rock‟ (H. Belafonte/T. Jurak/T. Jurak-K. Novak) | 2:32    |
| 4.      | „Poljubi me‟ (K. Novak/T. Jurak/K. Novak)              | 2:42    |
| 5.      | „Karneval‟ (K. Novak/D. Velkaverh/K. Novak)            | 2:46    |
| 6.      | „Moja tašča‟ (K. Novak/V. Šimek/K. Novak)              | 3:18    |

## Zasedba

### Gu-gu
- Čarli Novak – bas kitara
- Marjan Vidic – bobni
- Tomo Jurak – vokal, kitara
- Igor Ribič – klaviature

### Gostje
- Tomaž Žontar – klaviature (A1, A5, B1)
- Grega Forjanič – kitara (A2, A4, B1)
- Pero Ugrin – trobenta
- Milko Lazar – saksofon
- Meta Močnik, Zvezdana Sterle, Simona Sila – spremljevalni vokal (A3–A4, B3–B5)